# Бланчестер (Огайо)
Бланчестер (англ. Blanchester) — селище (англ. village) в США, в округах Клінтон і Воррен штату Огайо. Населення — 4224 особи (2020).

## Географія
Бланчестер розташований за координатами 39°17′42″ пн. ш. 83°58′22″ зх. д. / 39.29500° пн. ш. 83.97278° зх. д. (39.295047, -83.972913).  За даними Бюро перепису населення США в 2010 році селище мало площу 11,00 км², з яких 10,74 км² — суходіл та 0,25 км² — водойми.

## Демографія
Згідно з переписом 2010 року, у селищі мешкали 4243 особи в 1636 домогосподарствах у складі 1113 родин. Густота населення становила 386 осіб/км².  Було 1854 помешкання (169/км²).
Расовий склад населення:
| - 97,8 % — білих - 0,4 % — чорних або афроамериканців - 0,3 % — корінних американців - 0,3 % — азіатів |

До двох чи більше рас належало 1,1 %. Частка іспаномовних становила 0,4 % від усіх жителів.
За віковим діапазоном населення розподілялося таким чином: 25,5 % — особи молодші 18 років, 58,9 % — особи у віці 18—64 років, 15,6 % — особи у віці 65 років та старші. Медіана віку мешканця становила 37,3 року. На 100 осіб жіночої статі у селищі припадало 89,0 чоловіків;  на 100 жінок у віці від 18 років та старших — 85,2 чоловіків також старших 18 років.
Середній дохід на одне домашнє господарство  становив 57 881 долар США (медіана — 46 725), а середній дохід на одну сім'ю — 58 771 долар (медіана — 53 277). За межею бідності перебувало 15,5 % осіб, у тому числі 16,7 % дітей у віці до 18 років та 10,2 % осіб у віці 65 років та старших.
Цивільне працевлаштоване населення становило 1844 особи. Основні галузі зайнятості: виробництво — 23,4 %, освіта, охорона здоров'я та соціальна допомога — 17,6 %, роздрібна торгівля — 14,2 %.